# Sailmail
SailMail é um sistema de e-mail baseado em rádio projetado para proprietários de barcos que opera ligações de rádio para além da linha do horizonte para a Internet. Grande parte da sua tecnologia subjacente é construída sobre o software Winlink originalmente desenvolvido por entusiastas de rádio amadorismo. A operação nas frequências da rede SailMail requer um modem PACTOR e um rádio SSB. Os operadores do Sailmail não precisam de possuir uma licença de rádio amador, como é o caso do produto similar Airmail. Em dezembro de 2023, o custo anual de adesão era de 275US$.